# Protaustrotroides victoriae
Protaustrotroides victoriae is een vlokreeftensoort uit de familie van de Talitridae. De wetenschappelijke naam van de soort is voor het eerst geldig gepubliceerd in 1984 door Bousfield.